# Między dźwiękami
Między dźwiękami – drugi album studyjny Łukasza Zagrobelnego, wydany 24 kwietnia 2009 roku przez wydawnictwo muzyczne QL Music. Album zawiera 11 premierowych utworów wokalisty, a pierwszym singlem promującym płytę został utwór „Jeszcze o nas”.
Album dotarł do 17. miejsca listy OLiS.

## Lista utworów
Opracowano na podstawie materiału źródłowego.
1. „Przyjdzie czas”
2. „Mówisz i masz”
3. „Jeszcze o nas”
4. „Miłość odmienia nas”
5. „Spacer po niebie”
6. „Teraz wiem”
7. „Kilka chwil”
8. „Marzenia do spełnienia”
9. „Zapomniałaś mnie”
10. „Opętani”
11. „Noc zapala się”